# Marpesia luzulina
Marpesia luzulina är en fjärilsart som beskrevs av Hans Fruhstorfer. Marpesia luzulina ingår i släktet Marpesia och familjen praktfjärilar. Inga underarter finns listade i Catalogue of Life.